# Conferência Sudeste do Brasil Futebol Americano de 2018
A Conferência Sudeste é uma das quatro conferências do Brasil Futebol Americano de 2018. A conferência está dividida em dois grupos com cinco times: Oeste e Leste. O primeiro colocado de cada um dos grupos, mais os dois melhores classificados independente do grupo, estarão classificado para as semifinais da conferência. O campeão da conferência classifica-se às Semifinais Nacionais para enfrentar o campeão da Conferência Sul. A pior equipe da conferência sendo rebaixada para a Liga Nacional de 2019.

## Classificação
Classificados para os Playoffs estão marcados em verde e em rosa o rebaixado à Liga Nacional de 2019.
O símbolo # indicada a classificação dentro da conferência.
Grupo Leste
| Pos | Times                    | V | E | D | PCT  | PF  | PS  | SP   |
| --- | ------------------------ | - | - | - | ---- | --- | --- | ---- |
| 1   | Tritões FA #2            | 5 | 0 | 1 | .833 | 164 | 81  | 83   |
| 2   | América Locomotiva #3    | 4 | 0 | 2 | .667 | 154 | 126 | 28   |
| 3   | Botafogo Reptiles #4     | 4 | 0 | 2 | .667 | 141 | 63  | 78   |
| 4   | Flamengo Imperadores     | 2 | 0 | 4 | .333 | 72  | 81  | -9   |
| 5   | Corinthians Steamrollers | 0 | 0 | 6 | .000 | 47  | 201 | -154 |

Grupo Oeste
| Pos | Times                       | V | E | D | PCT   | PF  | PS  | SP   |
| --- | --------------------------- | - | - | - | ----- | --- | --- | ---- |
| 1   | Galo FA #1                  | 6 | 0 | 0 | 1.000 | 314 | 36  | 278  |
| 2   | Portuguesa FA               | 4 | 0 | 2 | .667  | 165 | 104 | 61   |
| 3   | Vasco da Gama Patriotas     | 3 | 0 | 3 | .500  | 121 | 132 | 11   |
| 4   | São Paulo Storm             | 2 | 0 | 4 | .333  | 91  | 151 | -60  |
| 5   | Juiz de Fora Imperadores[a] | 0 | 0 | 6 | .000  | 0   | 294 | -294 |

### Resultados
Primeira Rodada
| 21 de julho | W.O.[a] | Vasco da Gama Patriotas | 49–00 | Juiz de Fora Imperadores |  |  |  |

| 21 de julho 14:00 UTC -3 | Relatório | América Locomotiva | 15–13 | Botafogo Reptiles |  | Faculdade Universo, Belo Horizonte-MG |  |

| 21 de julho 14:00 UTC -3 | Relatório | Tritões FA | 14–34 | Galo FA |  | Estádio Toca do Índio, Vila Velha-ES |  |

| 29 de julho 10:00 UTC -3 | Relatório | São Paulo Storm | 20–19 | Corinthians Steamrollers |  | Estádio do Canindé, São Paulo-SP |  |

| 29 de julho 14:00 UTC -3 | Relatória | Portuguesa FA | 10–21 | Flamengo Imperadores |  | Estádio do Canindé, São Paulo-SP |  |

Segunda Rodada
| 11 de agosto | W.O.[a] | Juiz de Fora Imperadores | 00–49 | Galo FA |  |  |  |

| 11 de agosto 14:00 UTC -3 | Relatório | América Locomotiva | 21–14 | Flamengo Imperadores |  | Faculdade Universo, Belo Horizonte-MG |  |

| 11 de agosto 14:00 UTC -3 | Relatório | São Paulo Storm | 15–18 | Vasco da Gama Patriotas |  | ADC Eletropaulo, São Paulo-SP |  |

| 11 de agosto 14:00 UTC -3 | Relatório | Tritões FA | 17–13 | Botafogo Reptiles |  | Estádio Toca do Índio, Vila Velha-ES |  |

| 11 de agosto 19:30 UTC -3 | Relatório | Corinthians Steamrollers | 10–36 | Portuguesa FA |  | Parque São Jorge, São Paulo-SP |  |

Terceira Rodada
| 25 de agosto | W.O.[a] | Juiz de Fora Imperadores | 00–49 | Tritões FA |  |  |  |

| 25 de agosto 17:00 UTC -3 | Relatório | Galo FA | 63–02 | América Locomotiva |  | Sesc Venda Nova, Belo Horizonte-MG |  |

| 26 de agosto 10:00 UTC -3 | Relatório | Botafogo Reptiles | 48–00 | Corinthians Steamrollers |  | Estádio José de Alvarenga, Belford Roxo-RJ |  |

| 26 de agosto 14:30 UTC -3 | Relatório | Portuguesa FA | 20–07 | São Paulo Storm |  | Estádio do Canindé, São Paulo-SP |  |

| 26 de agosto 14:30 UTC -3 | Relatório | Vasco da Gama Patriotas | 14–06 | Flamengo Imperadores |  | Estádio José de Alvarenga, Belford Roxo-RJ |  |

Quarta Rodada
| 8 de setembro 10:00 UTC -3 | Relatório | Flamengo Imperadores | 13–16 | Botafogo Reptiles |  | Estádio Rua Bariri, Rio de Janeiro-RJ |  |

| 8 de setembro 14:30 UTC -3 | Relatório | Vasco da Gama Patriotas | 22–30 | Portuguesa FA |  | Estádio Rua Bariri, Rio de Janeiro-RJ |  |

| 15 de setembro 14:00 UTC -3 | W.O.[a] | América Locomotiva | 49–00 | Juiz de Fora Imperadores |  |  |  |

| 15 de setembro 17:00 UTC -3 | Relatório | Galo FA | 65–00 | São Paulo Storm |  | Sesc Venda Nova, Belo Horizonte-MG |  |

| 16 de setembro 10:00 UTC -3 | Relatório | Tritões FA | 40–06 | Corinthians Steamrollers |  | Estádio Toca do Índio, Vila Velha-ES |  |

Quinta Rodada
| 29 de setembro | W.O.[a] | São Paulo Storm | 49–00 | Juiz de Fora Imperadores |  |  |  |

| 29 de setembro 14:00 UTC -3 | Relatório | Botafogo Reptiles | 22–18 | Vasco da Gama Patriotas |  | Estádio Rua Bariri, Rio de Janeiro-RJ |  |

| 29 de setembro 14:00 UTC -3 | Relatório | América Locomotiva | 24–30 | Tritões FA |  | Faculdade Universo, Belo Horizonte-MG |  |

| 29 de setembro 15:00 UTC -3 | Relatório | Corinthians Steamrollers | 06–14 | Flamengo Imperadores |  | Estádio Suzanão, Suzano-SP |  |

| 30 de setembro 10:00 UTC -3 | Relatória | Portuguesa FA | 20–44 | Galo FA |  | Estádio do Canindé, São Paulo-SP |  |

Sexta Rodada
| 20 de outubro | W.O.[a] | Juiz de Fora Imperadores | 00–49 | Portuguesa FA |  |  |  |

| 20 de outubro 10:00 UTC -3 | Relatório | Flamengo Imperadores | 04–14 | Tritões FA |  | Estádio Rua Bariri, Rio de Janeiro-RJ |  |

| 20 de outubro 14:30 UTC -3 | Relatório | Botafogo Reptiles | 29–00 | São Paulo Storm |  | Estádio Rua Bariri, Rio de Janeiro-RJ |  |

| 20 de outubro 15:00 UTC -3 | Relatório | Galo FA | 59–00 | Vasco da Gama Patriotas |  | Sesc Venda Nova, Belo Horizonte-MG |  |

| 20 de outubro 15:00 UTC -3 | Relatório | Corinthians Steamrollers | 06–43 | América Locomotiva |  | Estádio Suzanão, Suzano-SP |  |